# Und dass man ohne Täuschung zu leben vermag
Und dass man ohne Täuschung zu leben vermag (Internationaler Titel Of Living Without Illusion) ist der Debütfilm der Schweizer Regisseurin Katharina Lüdin. Die deutsch-schweizerische Koproduktion hatte ihre Weltpremiere 2023 am 76. Locarno Film Festival, wo sie im Wettbewerb Cineasti del presente für den goldenen Leoparden nominiert war.

## Handlung
Der Film erzählt von fünf Menschen in einer sommerlich heißen Vorstadt, die sich vorsichtig durch ihre konfliktreichen Beziehungen tasten. Schauspielerin Merit probt mit ihrem Ex-Mann David ein emotional beanspruchendes Theaterstück, während ihre Beziehung zu Lebensgefährtin Eva zwischen Krise und Leerlauf schwankt. Merits erwachsener Sohn Lion muss seine Freundin Rose ziehen lassen, während David zaghaft versucht Kontakt zu ihm aufzunehmen. Obwohl Gespräche geführt werden, bleiben die Worte oft ungehört, und Zukunftsängste sowie Spuren von Gewalt drängen in die Gegenwart. Der Film beleuchtet die Schwierigkeiten, miteinander zu sein, wenn Bedingungslosigkeit zu bröckeln beginnt.

## Rezeption
Daniel Kothenschulte schrieb in der Frankfurter Rundschau, Katharina Lüdin verteidige die Eigenständigkeit des Kino-Mediums in jeder Kameraeinstellung. „Ihr im Theatermilieu angesiedeltes Beziehungsstück […] legt die Karten gleich zu Anfang auf den Tisch, wenn eine Gruppe über die Freiheiten des filmischen Mediums diskutiert. Bildgestalterin Katharina Schelling lässt die warmen Pigmente des Analogfilms daraufhin anderthalb Stunden zu literarisch-philosophischen Dialogen funkeln.“
Das Museum of Modern Art kündigte den Film in seiner Programmreihe New Directors/New Films so an (aus dem Englischen): „Of Living Without Illusion ist ein ungewöhnlich einfühlsamer Film, der in seiner abstrakten visuellen Herangehensweise an das Werk der deutschen Regisseurin Angela Schanelec erinnert, der jedoch mit einer direkten, fast Bergman-ähnlichen Intensität die manchmal unüberbrückbaren Gräben zwischen Liebenden – und zwischen Realität und Schein – illustriert.“
Muriel del Don von Cineuropa meinte (aus dem Englischen): „Mit Poesie und herzzerreissendem Realismus gelingt es Katharina Lüdin, die verzweifelte Suche eines verlorenen Wesens nach Liebe, das nicht mehr glaubt, etwas Gutes zu verdienen, einzufangen. […] Anstatt zu urteilen (und dafür danken wir ihr), zeigt die Regisseurin, dass Gewalt, ein soziales Konstrukt, nicht ausschließlich eine Domäne der so genannten ‚Männer‘ ist.“ Katharina Lüdin dekonstruiere das heteropatriarchale Klischee, wonach „Frauen“ über keinerlei gewalttätige Reflexe verfügten. „Trotz der perversen Natur einer Beziehung, die auf Kontrolle und Unterwerfung basiert, leben Merit und Eva unabhängig voneinander, sie lieben sich und zerstören sich gegenseitig, ohne die Unterstützung oder Bestätigung einer männlichen Figur zu benötigen. Die Emotionen, die sie empfinden, sind intensiv, und die Beziehung, die sie aufrechterhalten, ist ausgesprochen giftig, aber sie, und nur sie, haben sich dafür entschieden.“ Of Living Without Illusion sei eine intensive Hommage an normalerweise unsichtbare Charaktere: Frauen mittleren Alters, die unabhängig leben, außerhalb des Diktats einer heteropatriarchalen Gesellschaft, die sie eher als fügsame Mütter sieht.

## Festivals
- 76. Locarno Film Festival, Concorso Cineasti del presente, 2023
  - Nominierung Goldener Leopard (Gegenwartsfilm)
- 31. Filmfest Hamburg, 2023
- 37. Braunschweig International Film Festival, 2023
- Nordische Filmtage Lübeck 2023
- Transit Filmfestival Regensburg 2023
- Efebo d'Oro Palermo Filmfestival 2023
- Manchester Filmfestival, 2024
- 53. New Directors/New Films Museum of Modern Art / Lincoln Center, 2024
- Filmfest Schleswig-Holstein, 2024
- Neisse Filmfestival, 2024
- Annual Aarhus Film Festival, 2024
- Bester Film[5]
- Achtung Berlin Filmfestival, 2024
  - Bestes Drehbuch[6]
  - Beste Kamera[6]
  - Bester Darsteller[6]
- 39. Festival Internacional de Cine, Cinema Jove Valencia, 2024
  - Beste Bildgestaltung[7]
- Queer Lisboa, 2024
- Queer Film Festival München, 2024
- Kunstfilmtage Sachsen-Anhalt, 2024